# But We Try It
But We Try It (Eigenschreibweise: ButWeTryIt) ist eine deutsche Melodic-Death-Metal- und Metalcore-Band aus Wuppertal, die im Jahr 2008 gegründet wurde.

## Geschichte
Die Band wurde Anfang 2008 gegründet und veröffentlichte im folgenden Jahr ein erstes, selbstbetiteltes Demo, das sechs Lieder enthielt. Der Tonträger wurde im Mad Max Studio in Wuppertal aufgenommen und abgemischt. Zudem hielt die Band über 100 Auftritte zusammen mit Lazarus A.D., Deadlock, The Sorrow, Cryptopsy, Hatesphere, The Ghost Inside und Suffokate ab. Im Januar 2010 nahm die Gruppe ihr Debütalbum Dead Lights in den Woodhouse Studios in Hagen mit dem Produzenten Waldemar Sorychta auf. Abgemischt und gemastert wurde das Album von Siggi Bemm. Im selben Jahr unterzeichnete die Band einen Vertrag bei Massacre Records, worüber das Album im Januar 2011 erschien. Der Tonträger erhielt unter anderem Rezensionen im Metal Hammer und im Rock Hard. Der Veröffentlichung folgte eine Tour zusammen mit Illdisposed und Raunchy durch Deutschland, Dänemark, Italien und Österreich. Im November 2012 nahm die Band ihr zweites Album A Twisted Sanctuary unter der Leitung von Dennis Koehne auf, der das Album auch abmischte. Kurz vor der geplanten Albumveröffentlichung Anfang Juli 2013 schloss Firefield Records, das Label, bei dem die Band unter Vertrag stand. Nachdem die Band mit Remedy Records ein neues Label gefunden hatte, erschien hierüber Anfang November 2013 das Album. In der August-Ausgabe des Metal Hammer war zudem das Lied Through the Peril auf der CD-Beigabe zu hören. Zudem ging die Band im September und Oktober zusammen mit Raunchy auf Tournee durch Deutschland, Dänemark und die Niederlande, wo beide Bands von verschiedenen anderen Gruppen unterstützt wurden. Im April 2014 folgte eine Tour zusammen mit Facebreaker und Diabolical durch Deutschland, Belgien, Frankreich und die Niederlande.

## Stil
Laut Christian Kruse vom Metal Hammer bewegt sich die Band auf Dead Lights zwischen schwedischem Melodic Death Metal und Metalcore-Bands wie Neaera und Caliban. Jedoch gebe es keinen melodischen Gesang wie bei der letztgenannten Band, sondern es herrsche kraftvoller und aggressiver gutturaler Gesang vor. Laut Manuel Liebler vom Metal Hammer gibt es auf A Twisted Sanctuary einen „Kampf zwischen amerikanischer Brachialität und schwedischer Melodieführung“. Das Lied Pretender to Your Throne erinnere an das In-Flames-Album Reroute to Remain, der Song Promises an Natural Born Chaos von Soilwork und Detachment an Children of Bodom zu ihrer mittleren Schaffensphase. Die Leadgitarre im Titelstück erinnere an Ensiferum.

## Diskografie
- 2009: But We Try It (Demo, Eigenveröffentlichung)
- 2011: Dead Lights (Album, Massacre Records)
- 2013: A Twisted Sanctuary (Album, Remedy Records)